# Cmentarz wojenny nr 134 – Siedliska
Cmentarz wojenny nr 134 w Siedliskach – cmentarz z I wojny światowej znajdujący się we wsi Siedliska w województwie małopolskim, w powiecie gorlickim, w gminie Bobowa. Jest jednym z 400 zachodniogalicyjskich cmentarzy wojennych zbudowanych przez Oddział Grobów Wojennych C. i K. Komendantury Wojskowej w Krakowie. W IV okręgu Łużna cmentarzy tych jest 27.

## Opis cmentarza

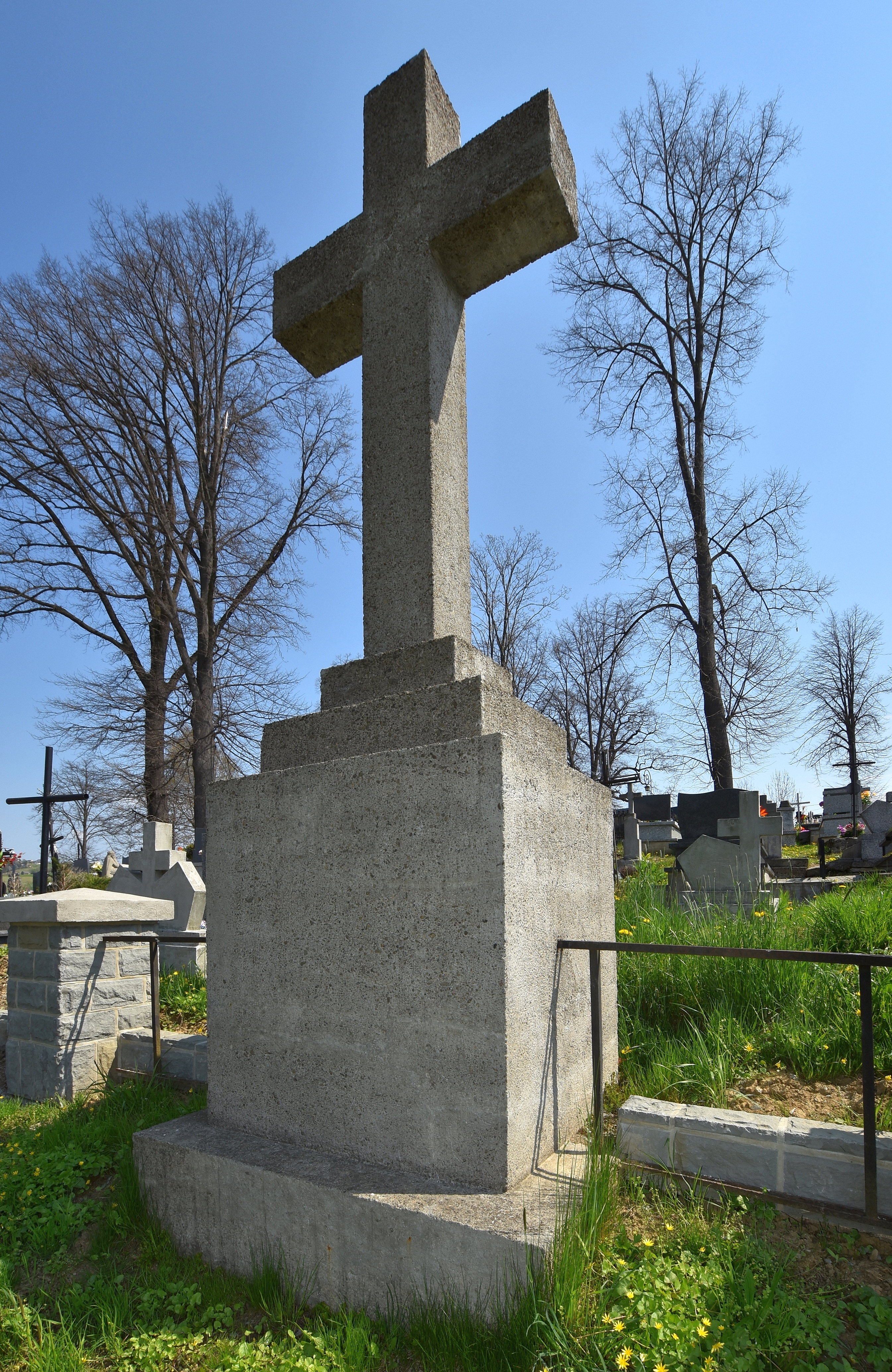

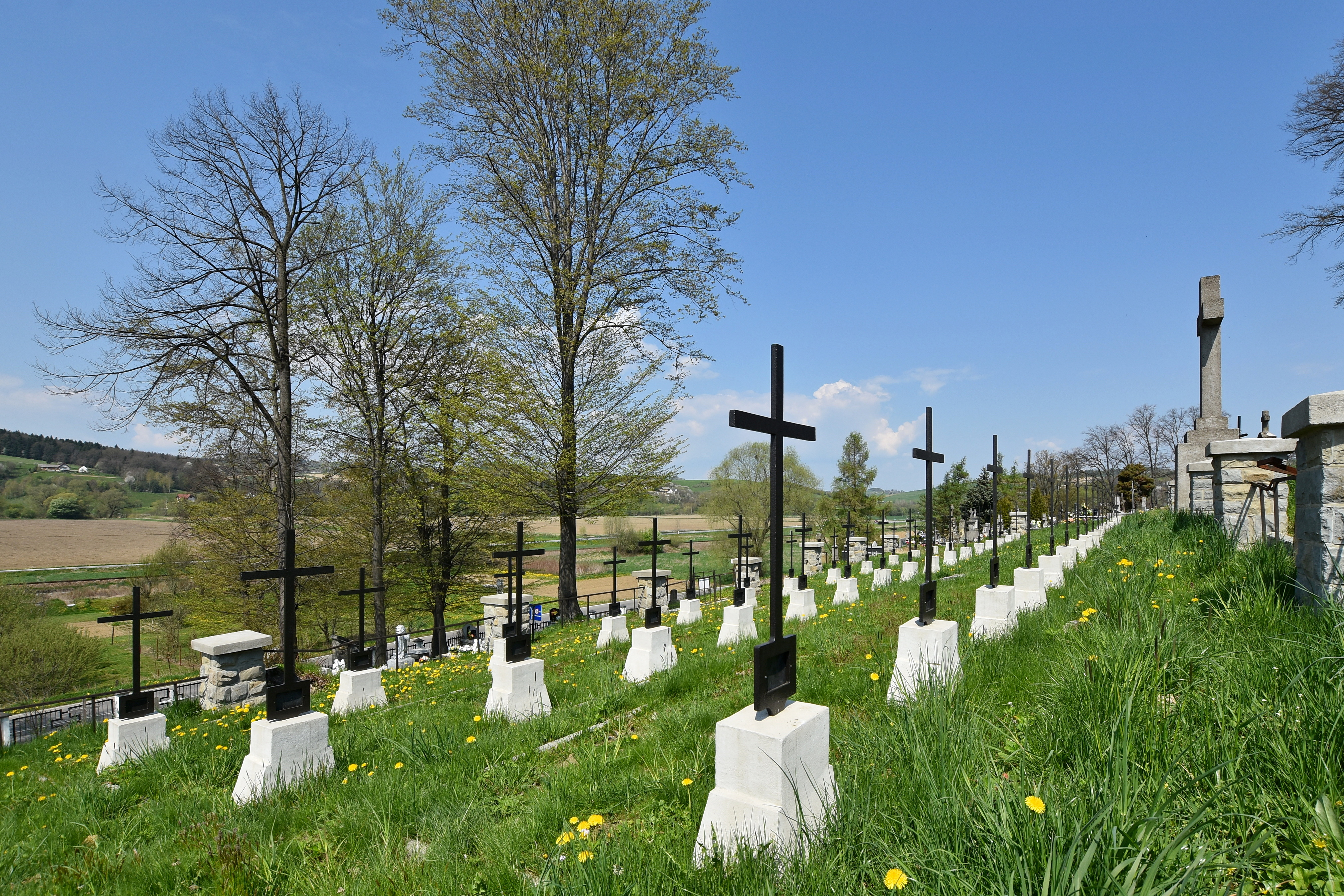

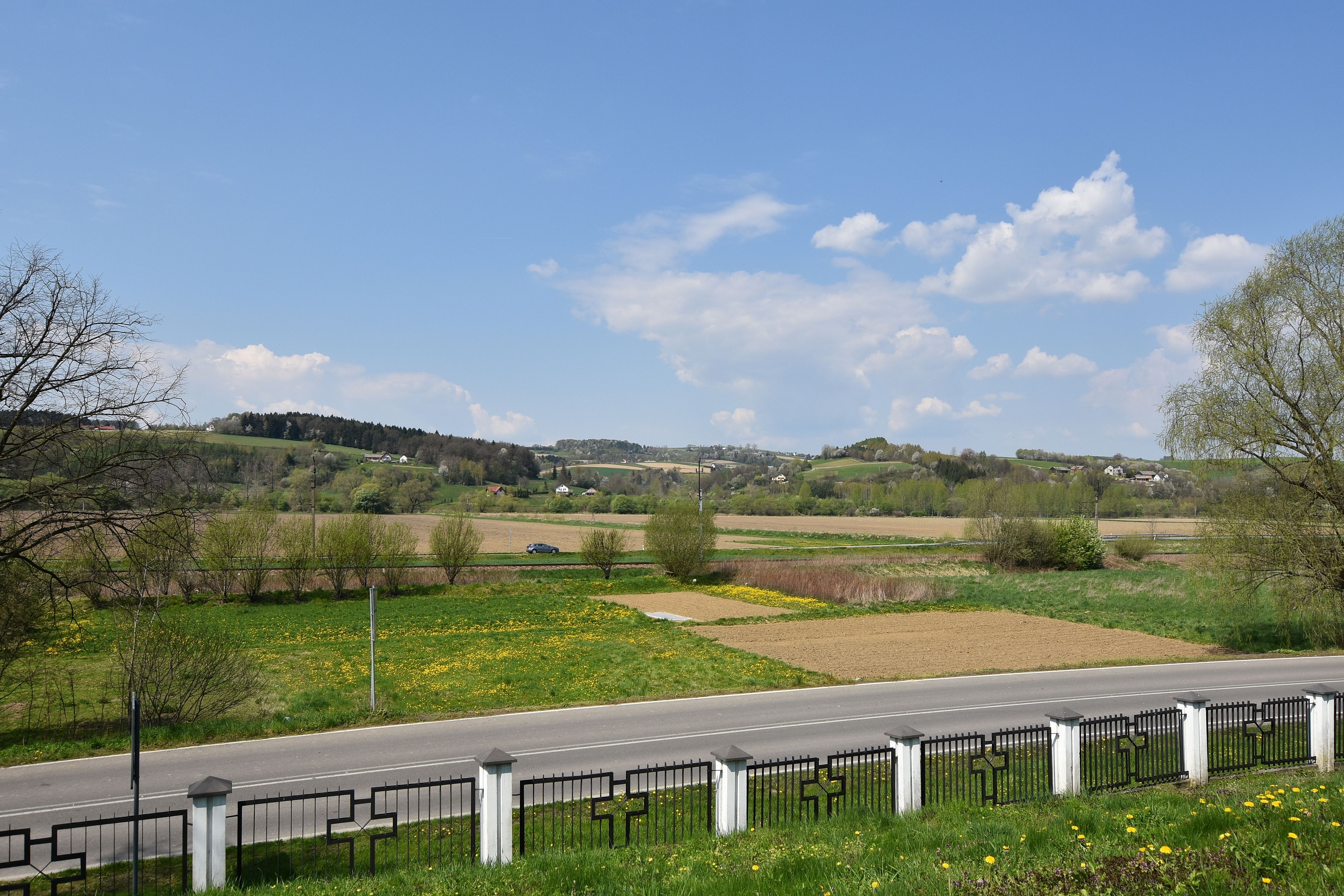

Projektantem był Polak Jan Szczepkowski. Cmentarz znajduje się na stoku opadającym do drogi Ciężkowice – Bobowa i z drogi tej prowadzi schodkami główne wejście na cmentarz. Zamknięte jest żelazną, kutą, dwuskrzydłową bramką. Po przeciwległej stronie cmentarza jest druga, jednoskrzydłowa furtka wyprowadzająca na cmentarz komunalny. Cmentarz wojenny wykonano na planie prostokąta. Głównym elementem ozdobnym jest osadzony na betonowym cokole betonowy krzyż. Nagrobki umieszczono w rzędach, cmentarz obsadzono drzewami. Wszystkie nagrobki mają identyczne krzyże wykonane ze stalowych płaskowników i osadzone są na betonowych cokołach z imiennymi tabliczkami poległych żołnierzy. Ogrodzenie cmentarza stanowią murowane z kamienia łupanego slupki, pomiędzy którymi umieszczono wykonane ze stalowych płaskowników płotki.
Na zdjęciu w pracy Brocha i Hauptmanna krzyż na cokole był drewniany, później widocznie zamieniono go na betonowy. Cmentarz zachowany jest w dobrym stanie, poddany został gruntownemu remontowi, w ramach którego m.in. wykonano nowe tabliczki imienne, oczyszczono teren, odmalowano krzyże itd.  W 2015 r. usuwa się mające 100 lat lipy, które niszczą cmentarz i stanowią zagrożenie dla ludzi.

## Polegli
W 4 grobach zbiorowych i 42 pojedynczych pochowano 52 żołnierzy, wszyscy z armii austro-węgierskiej. Wszyscy byli narodowości węgierskiej i wszyscy zostali zidentyfikowani. Na tabliczkach wymienione są ich nazwiska, stopień wojskowy i przynależność do jednostek wojskowych.